# Idtjärnen (Särna socken, Dalarna)
Idtjärnen är en sjö i Älvdalens kommun i Dalarna och ingår i Dalälvens huvudavrinningsområde.